# 蘇格斯維爾 (阿拉巴馬州)
蘇格斯維爾（英語：Suggsville）是一個位於美國阿拉巴馬州克拉克縣的非建制地區。該地的面積和人口皆未知。蘇格斯維爾於1819年在Old Line Road與Federal Road兩條馬路的交叉點建成，得名自當地一位商店的老闆威廉·蘇格斯（William Suggs）。克拉克縣的第一份報紙克拉克縣郵報（Clarke County Post）即是在蘇格斯維爾出版。南北戰爭以前這裡有許多民居、商店以及男子與女子學院，但戰後便大幅衰退。
蘇格斯維爾有一處遺址名列國家史蹟名錄，即史蒂芬·比奇·克里夫蘭之屋，當地人多稱之為「小木屋」（The Lodge）。

## 地理
蘇格斯維爾的最高點為海拔高度116米（即381英尺）。

## 知名人物
- 瑞德·巴恩斯（英语：Red Barnes）：美國職業棒球大聯盟運動員。
- 山姆·巴恩斯：美國職業棒球大聯盟運動員，是瑞德·巴恩斯的堂兄。